# 戴维·奇普菲尔德
戴维·艾伦·奇普菲尔德爵士 CH，CBE，RA，RDI，RIBA，HRSA（1953年12月18日—）是一位英国建筑师。

## 生平
1953年出生于英国伦敦，于1985年创办了戴维·奇普菲尔德建筑事务所，目前在伦敦、柏林、米兰与上海都设有办事处。他的作品包括英国牛津郡泰晤士河畔亨利的河流与赛艇博物馆、德国马尔巴赫现代文学博物馆、美国艾奥瓦州得梅因公共图书馆、德国柏林新博物馆、英国西约克郡韦克菲尔德赫普沃思·韦克菲尔德美术馆、美国密苏里州圣路易斯艺术博物馆、墨西哥城胡美兹美术馆、上海西岸美术馆等。

## 荣誉
于2023年获颁建筑领域最高奖项普利兹克建筑奖。

## 画廊

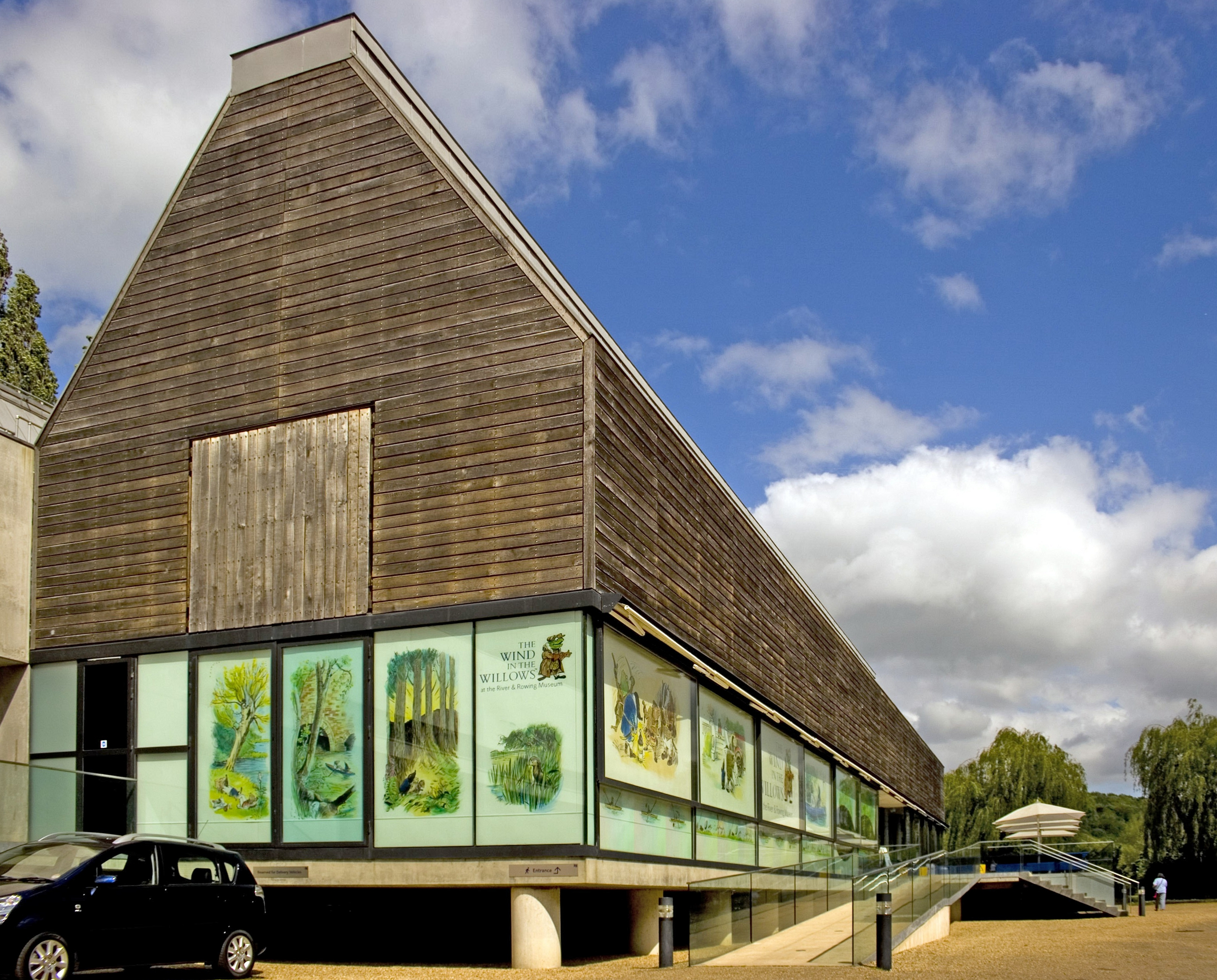
英国泰晤士河畔亨利河流与赛艇博物馆（英语：River and Rowing Museum）
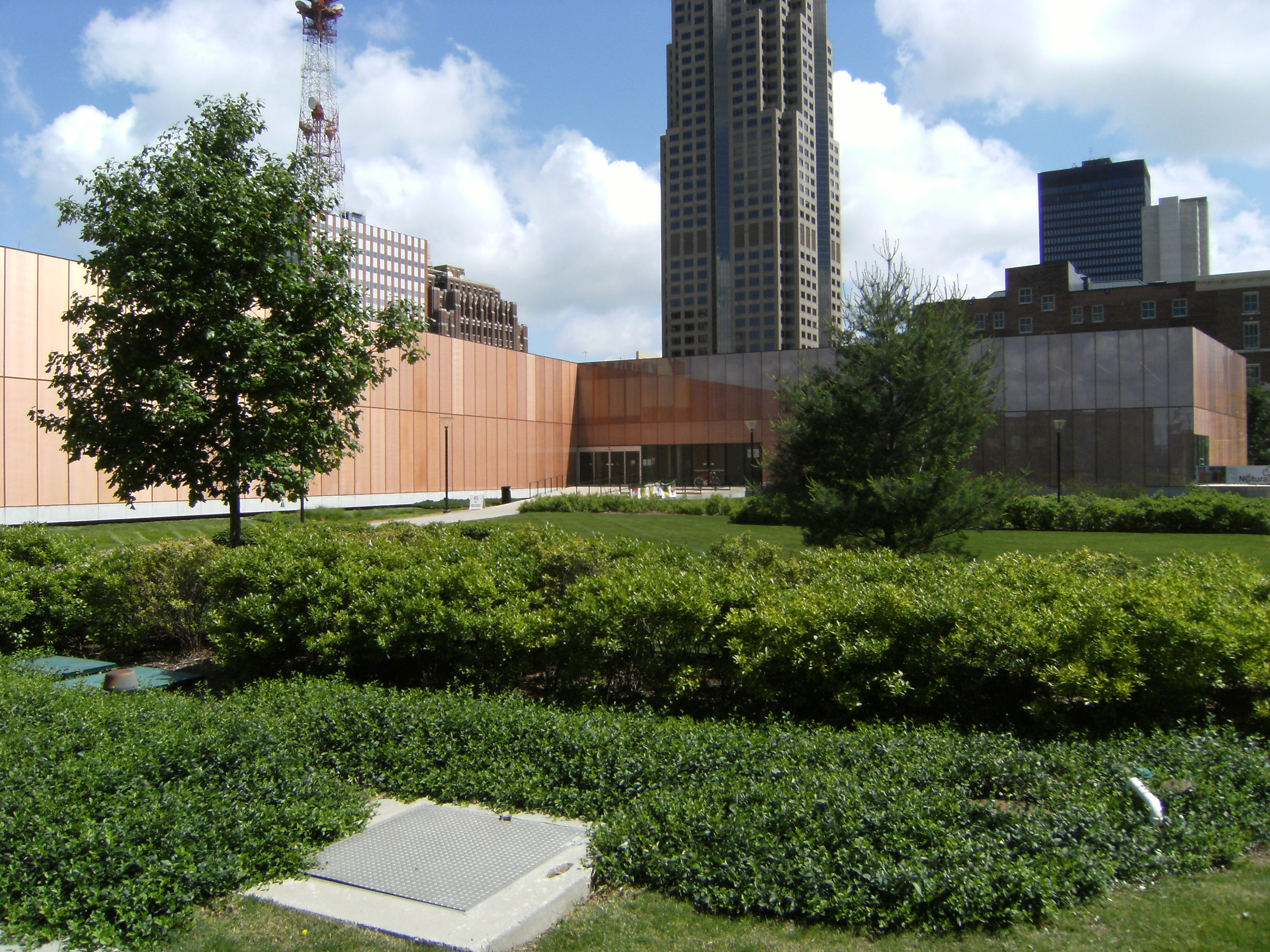
美国艾奥瓦州得梅因公共图书馆（英语：Des Moines Public Library）
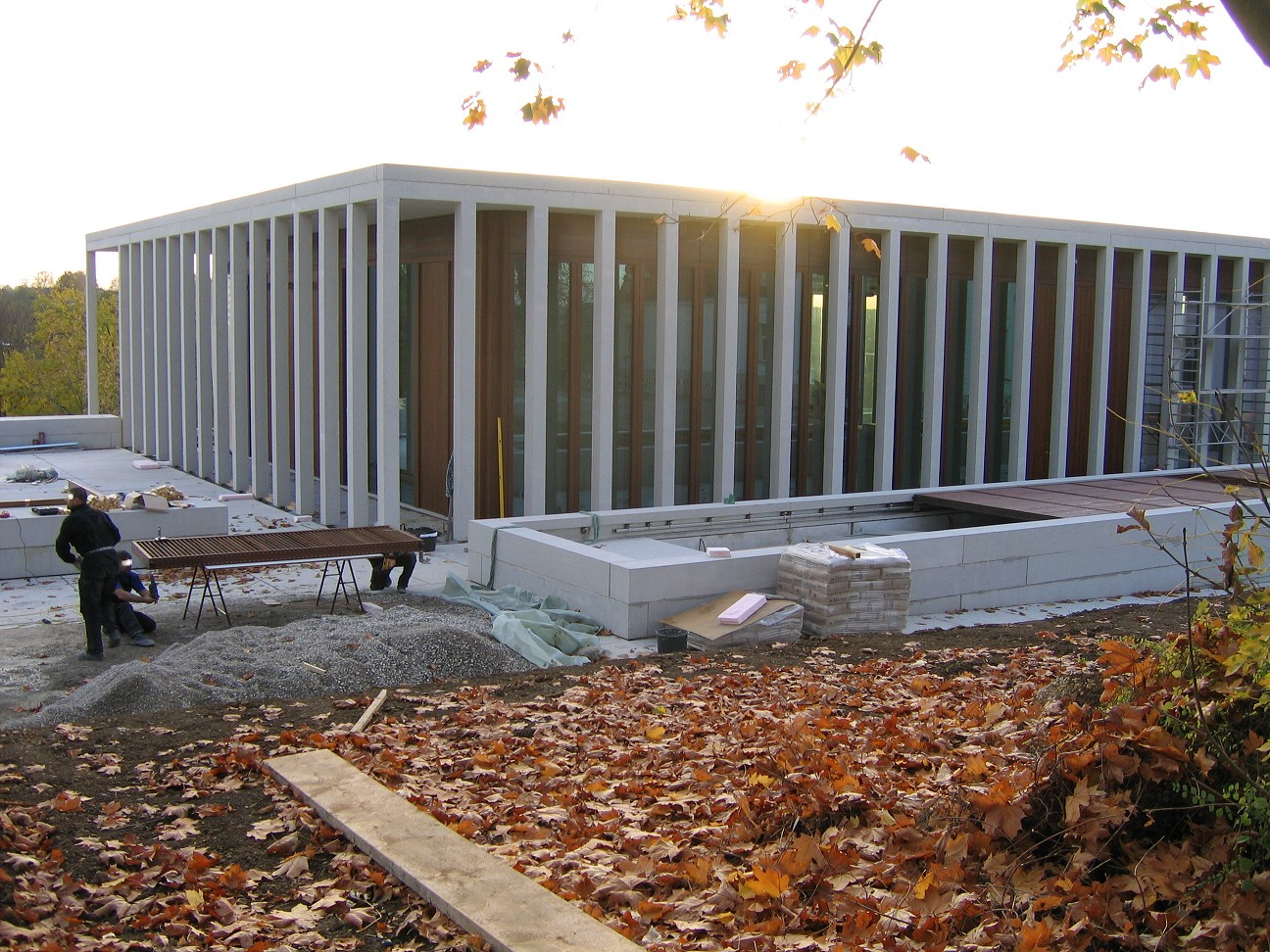
德国马尔巴赫现代文学博物馆（英语：Museum of Modern Literature）
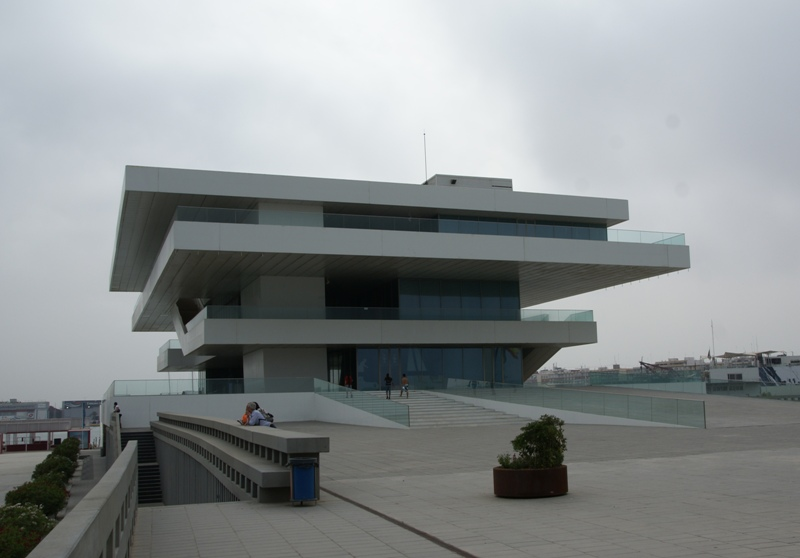
西班牙瓦伦西亚美洲杯大楼（英语：America's Cup Building）
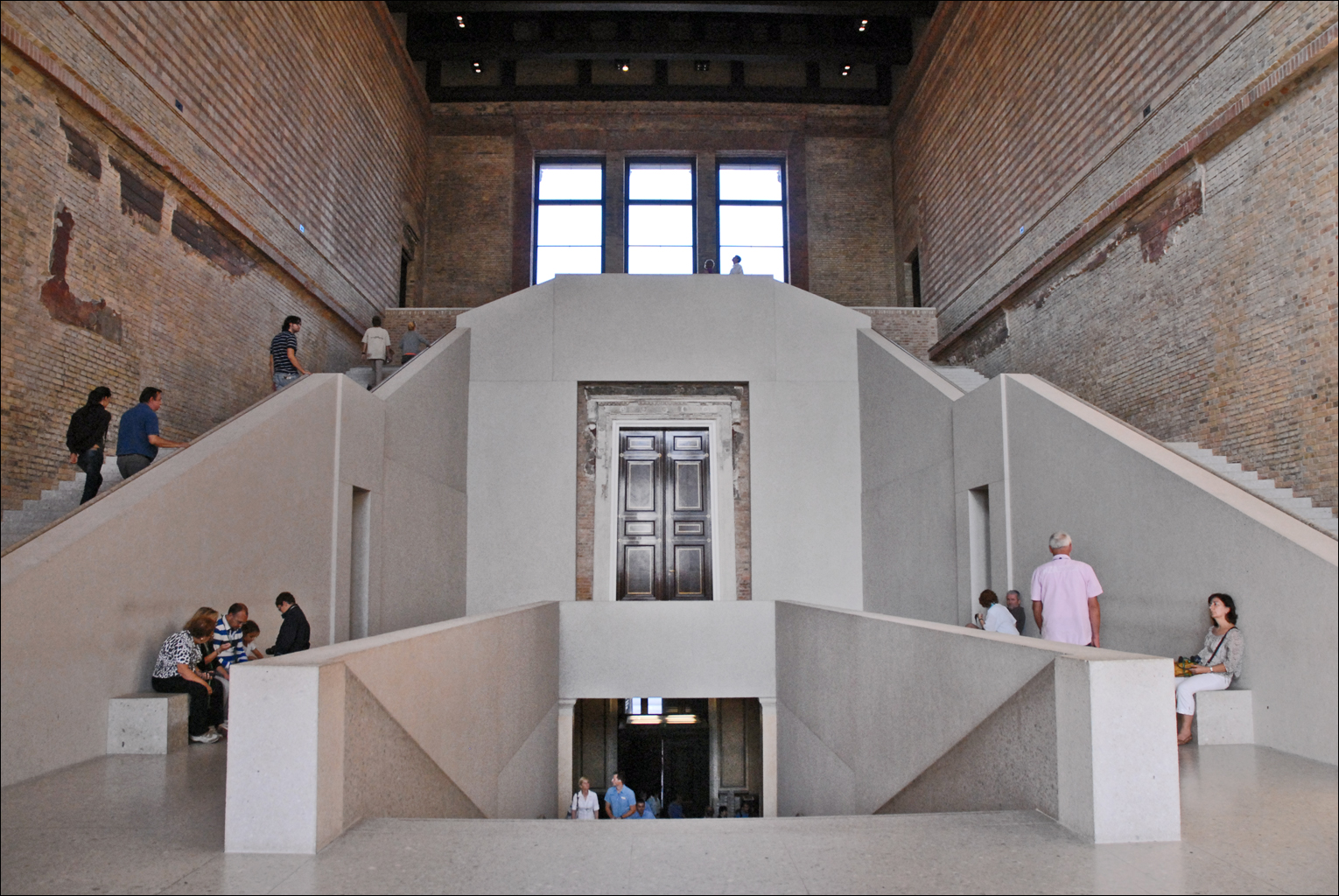
德国柏林新博物馆
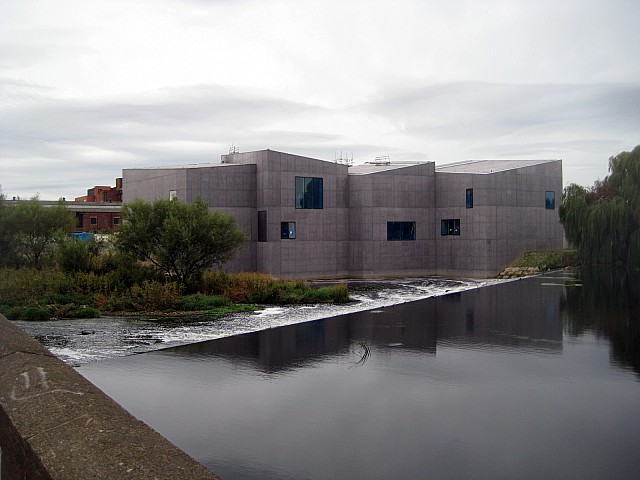
英国韦克菲尔德赫普沃思·韦克菲尔德美术馆（英语：The Hepworth Wakefield）
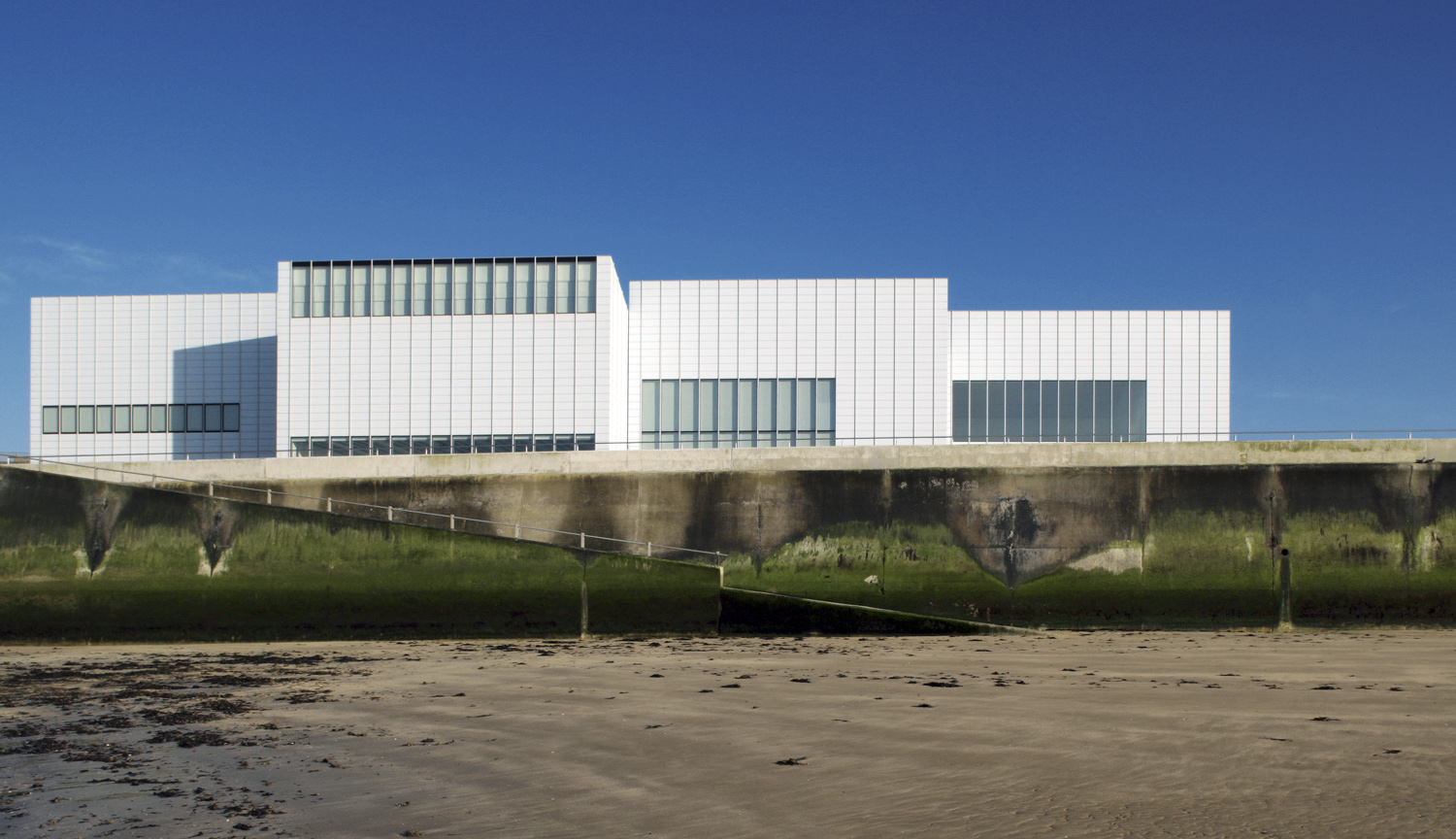
英国特纳当代美术馆（英语：Turner Contemporary）
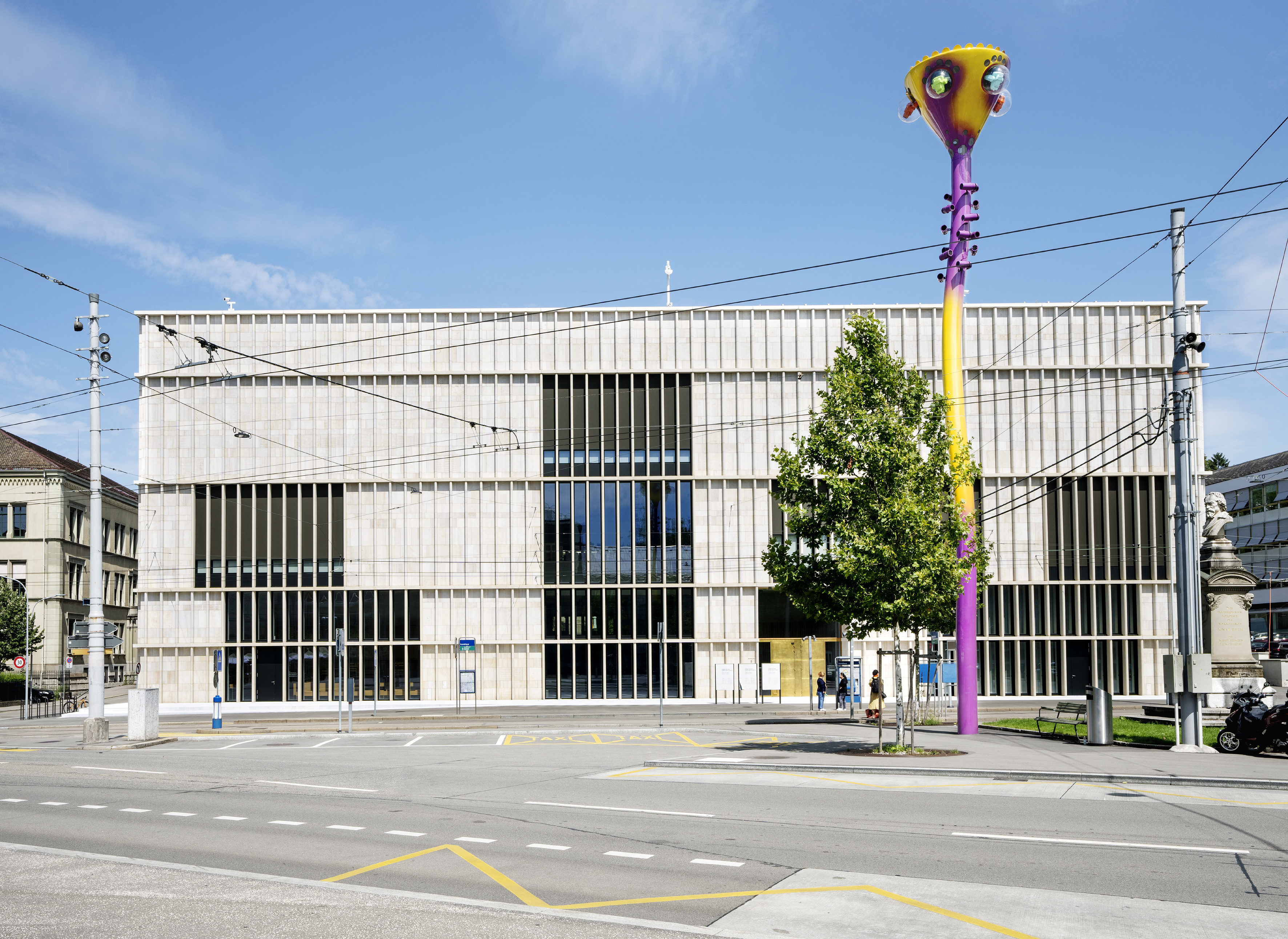
瑞士苏黎世美术馆扩建项目
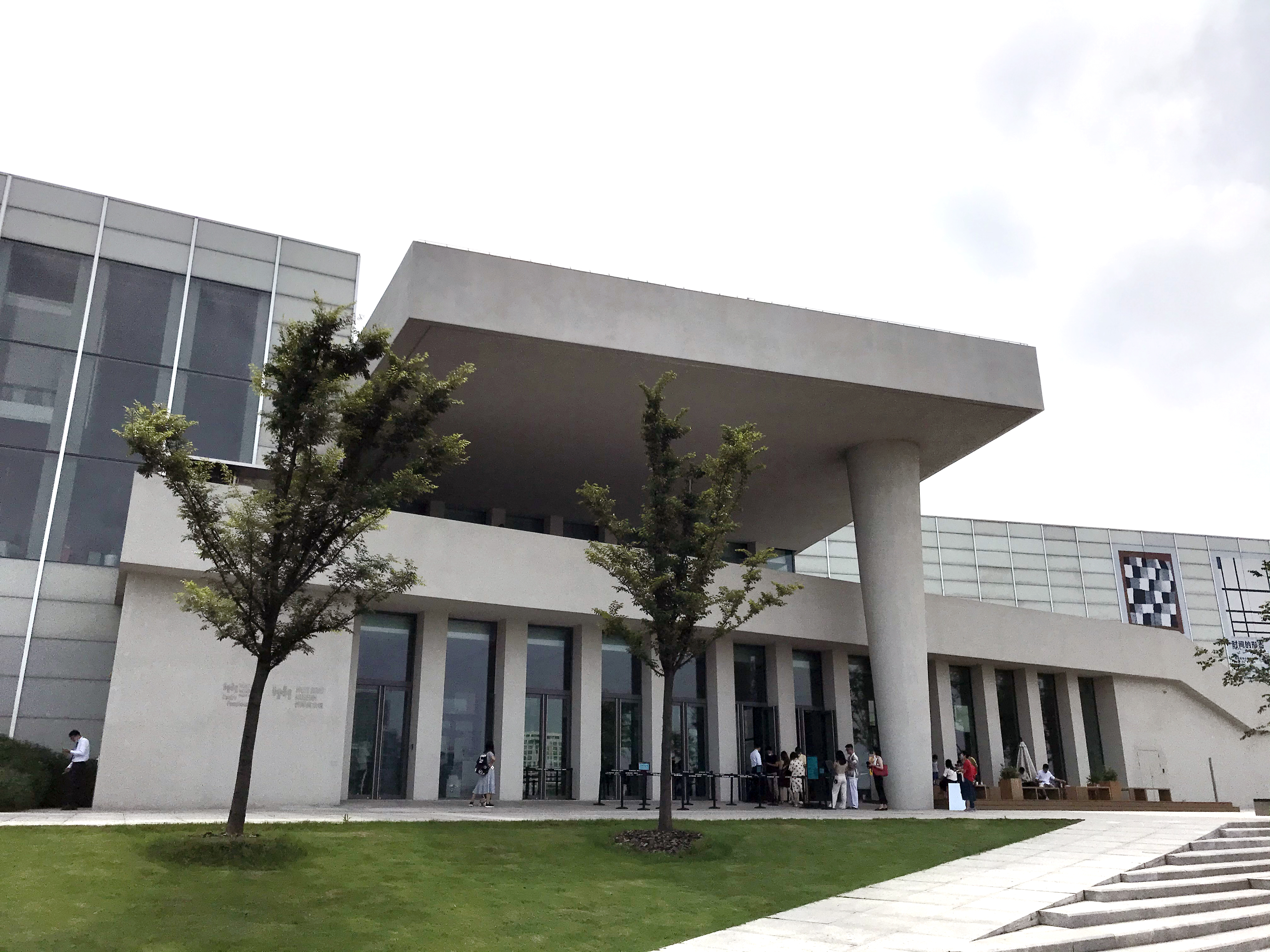
上海西岸美术馆
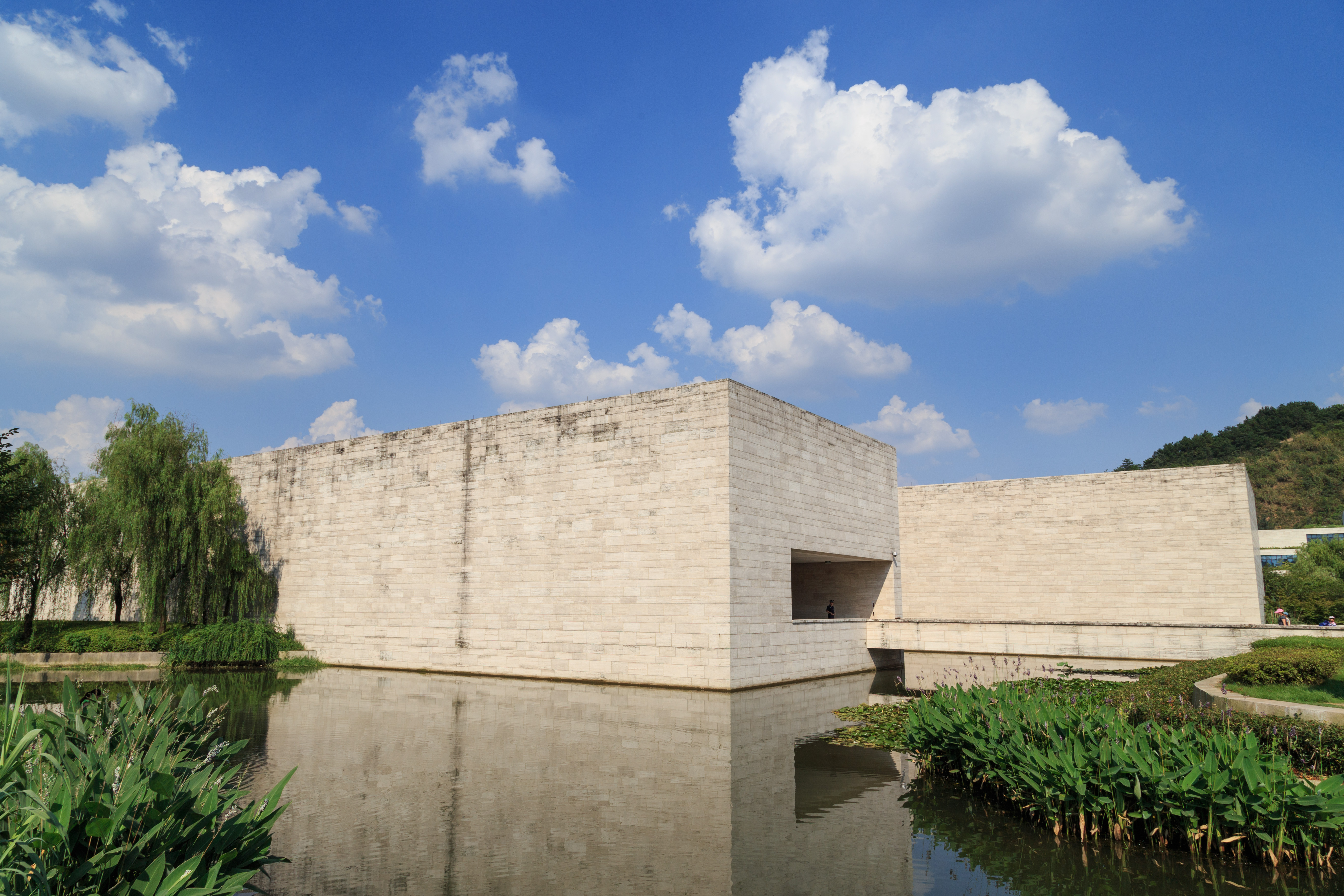
杭州良渚博物院